# Denhuni (Lahae)
Denhuni ist der Nordteil des osttimoresischen Ortes Lahae im Suco Lahae (Verwaltungsamt Aileu, Gemeinde Aileu).

## Geographie
Denhuni und Lahae liegen im Zentrum der Aldeia Lahae, im Norden des gleichnamigen Sucos, auf einer Meereshöhe von 1108 m. Durch die Siedlung führt die Überlandstraße von Aileu nach Maubisse. Sie überquert im Ort einen Fluss über die Ponte Bo'ot Denhuni (deutsch Große Denhuni-Brücke).
Etwa einen Kilometer weiter südlich liegt das Nachbardorf Fatubossa, dessen Zentrum sich in der benachbarten Aldeia Fatubossa (Suco Fatubossa) befindet. Hier liegen auch die nächste Grundschule und Klinik zu Lahae.